# Umetnost slikanja (Vermeer)
Umetnost slikanja, znana tudi kot Alegorija slikanja (nizozemsko Allegorie op de schilderkunst) ali Slikar v svojem ateljeju, je slika olje na platnu iz 17. stoletja nizozemskega slikarja Jana Vermeerja. Je v lasti republike Avstrije in je na ogled v Umetnostnozgodovinskem muzeju na Dunaju.
Mnogi umetnostni zgodovinarji menijo, da gre za alegorijo slikarstva, od tod tudi alternativni naslov slike. Zaradi svoje kompozicije in ikonografije je najbolj zapleteno Vermeerjevo delo od vseh. Po Vermeerjevem Kristusu v hiši Marte in Marije ter Zvodnici je to njegovo največje delo.
Ta iluzionistična slika je ena najbolj znanih Vermeerjevih. Leta 1868 je Thoré-Bürger, ki je danes znan po ponovnem odkritju dela slikarja Jana Vermeerja, to sliko označil za svojo najbolj zanimivo. Svetlana Alpers jo opisuje kot edinstveno in ambiciozno;:119 Walter Liedtke »kot virtuozen prikaz umetnikove moči invencije in izvedbe, uprizorjen v namišljeni različici njegovega studia ...«. Po Albertu Blankertu »Nobena druga slika tako brezhibno ne združuje naturalistične tehnike, močno osvetljenega prostora in kompleksno integrirane kompozicije.«

## Opis
To platno prikazuje umetnika, ki slika žensko, oblečeno v modro, ki pozira kot model v njegovem studiu. Subjekt stoji ob oknu, na steni zadaj pa visi velik zemljevid Nizozemskih dežel. Podpisana je na desni strani dekleta I [Oannes] Ver. Meer, vendar ni datirana. Večina strokovnjakov domneva, da je bilo ustvarjeno nekje med letoma 1665/1668, nekateri pa menijo, da bi delo lahko nastalo šele v letih 1670–1675.
Leta 1663 je Vermeerja obiskal Balthasar de Monconys, vendar ni imel nobene slike za pokazati, tako da je bilo to morda storjeno, »da bi imel v svojem ateljeju izjemen primerek svoje umetnosti.« Vermeerju je bila slika očitno všeč; v življenju je ni nikoli prodal. Po Alpersu »je nekakšen povzetek in ocena opravljenega.«

### Elementi
Na sliki sta samo dve figuri, slikar in njegov subjekt, ženska s spuščenimi očmi. Za slikarja so mislili, da je avtoportret umetnika; Jean-Louis Vaudoyer je predlagal, da bi bila mlada ženska lahko njegova hči.:172 Slikar sedi pred sliko na stojalu, kjer je vidna skica krone. Oblečen je v elegantno črno oblačilo z izrezi na rokavih in hrbtu, ki ponujajo pogled na srajco pod njim. Ima kratke napihnjene hlače in oranžne nogavice, drago in modno oblačilo, ki ga najdemo tudi v drugih delih tistega časa, na primer na znanem Rubensovem avtoportretu.
Tapiserija in stol, oba repussoirja, vodita gledalca v sliko. Tako kot v Alegoriji vere je mogoče videti strop.
Strokovnjaki pripisujejo simbole različnim vidikom slike. Številni predmeti, mavčna maska, ki morda predstavlja razpravo o paragonu, prisotnost kosa blaga, folija in nekaj usnja na mizi so bili povezani s simboli svobodnih umetnosti. Upodobitev tal iz marmorja in čudovitega zlatega lestenca sta primera Vermeerjevega obrtniškega znanja in kažeta na njegovo poznavanje perspektive. Vsak predmet različno odbija ali absorbira svetlobo, kar zagotavlja najbolj natančno upodabljanje materialnih učinkov.
Zemljevid, izjemen zaradi predstavitve svetlobe na njem, prikazuje sedemnajst nizozemskih provinc, ki jih obdaja 20 pogledov na ugledna nizozemska mesta. Izdal ga je Claes Janszoon Visscher leta 1636. Ta zemljevid, vendar brez pogledov na mesto na levi in desni, lahko vidite na slikah Jacoba Ochtervelta in Nicolaesa Maesa. Podobne zemljevide so našli v Bibliothèque Nationale v Parizu in v švedskem Skoklosterju. V zgornjem levem delu zemljevida sta vidni dve ženski; ena nosi križno palico in šestilo, druga pa ima v roki paleto, čopič in pogled na mesto.

### Simbolizem in alegorija
Vermeerja je teoretično zanimalo slikarstvo. Domneva se, da je subjekt Fama, Pictura ali Klio, muza zgodovine, dokaz za kar je, da nosi lovorov venec, drži trobento in morda nosi knjigo Herodota ali Tukidida, ki se ujema z opisom v knjigi Cesareja Ripe o emblemih in personifikacijah iz 16. stoletja z naslovom Iconologia. Vendar bi morala po Ripi zgodovina gledati nazaj in ne navzdol kot na tej sliki. Po Vermeerjevem sodobniku Gerardu de Lairesseju, ki se zanima za francoski klasicizem in Ripo, obstaja še ena razlaga; omenja zgodovino in poezijo kot glavna vira slikarja. Ženska v modrem bi lahko predstavljala poezijo, kaže na Plutarha, ki je opazil, da »Simonid imenuje slikanje tiha poezija in poezijo, sliko ki govori«. To je kasneje parafraziral latinski pesnik Horacij kot ut pictura poesis. Če je tako, zemljevid predstavlja zgodovino.
Dvoglavi orel, simbol habsburškega Svetega rimskega cesarstva, ki morda krasi osrednji zlati lestenec, bi lahko predstavljal nekdanje vladarje Nizozemskih dežel. Velik zemljevid na zadnji steni ima vidno gubo, ki deli sedemnajst provinc na sever in jug. (Zahod je na vrhu zemljevida.) Guba morda simbolizira delitev med Nizozemsko republiko na sever in južne province pod habsburško oblastjo. Zemljevid prikazuje prejšnjo politično delitev med Utrechtsko unijo na severu in lojalnimi provincami na jugu. Ta interpretacija bi morda pritegnila Hitlerja, ki je bil lastnik slike med vojno. Po Liedtkeju je politična interpretacija zemljevida in habsburškega orla neprepričljiva; spregledajo druge motive. Vendar bi zemljevid lahko namigoval, da je slikanje prineslo slavo Nizozemski; ladje, ki plujejo čez gube, kažejo na to.
- Slikarjev atelje Michiela van Musscherja, 1679
- Alegorija slikarstva Jacoba Toorenvlieta; Zbirka Leiden.[23]
- Teoretiziran dvojni orel na vrhu lestenca[24]

## Izvor
Slika velja za pomembno delo za Vermeerja, saj se od nje ni ločil ali je prodal, tudi ko je bil v dolgovih. 24. februarja 1676 jo je njegova vdova Catharina zapustila svoji materi, Mariji Thins, da bi se izognila prodaji slike, da bi zadovoljila upnike. Leeuwenhoeka, je ugotovil, da je bil prenos dela na taščo pokojnega slikarja nezakonit in po besedah Johna Michaela Montiasa vsaj nenavadna transakcija. 15. marca 1677 je bila večina njegovih slik prodana na dražbi v cehu v Delftu. Kdo je kupil Umetnost slikanja, ni znano; morda je bil to Jakob Dissius. Ni mogoče z gotovostjo ugotoviti, ali je slika navedena na dražbi Dissius iz leta 1696 kot Portret Vermeerja v sobi z različnimi dodatki. Slika je bila v lasti Gerarda van Swietena in je prešla v roke Gottfrieda van Swietena. Leta 1813 ga je za 50 florinov kupil češko-avstrijski grof Rudolf Czernin. Predstavljena je bila javnosti v muzeju Czernin na Dunaju.
Do leta 1860 je veljalo, da jo je slikal Vermeerjev sodobnik Pieter de Hooch; Vermeer je bil do konca 19. stoletja malo znan. Hoochov podpis je bil na sliki celo ponarejen. Na posredovanje nemškega umetnostnega zgodovinarja Gustava Friedricha Waagena so jo prepoznali kot Vermeerjev izvirnik.

### Nacistični interes
Leta 1935 je grof Jaromir Czernin poskušal sliko prodati Andrewu W. Mellonu, vendar je avstrijska vlada prepovedala izvoz slike. Po aneksiji Avstrije je Philipp Reemtsma s pomočjo rajhsmaršala Hermanna Göringa poskušal pridobiti sliko. Transakcija zasebniku je bila zavrnjena zaradi statusa kulturne dediščine. Končno jo je pridobil Adolf Hitler za zbirko muzeja Linzer po ceni 1,82 milijona Reichsmark prek svojega agenta Hansa Posseja 20. novembra 1940. Sliko so ob koncu druge svetovne vojne leta 1945 rešili iz rudnika soli blizu Altausseeja, kjer so jo skupaj z drugimi umetninami obvarovali pred zavezniškimi bombnimi napadi. Sliko je iz Münchna na Dunaj pospremil Andrew Ritchie, vodja programa za spomenike, likovno umetnost in arhive (MFA&A) za Avstrijo, ki jo je prepeljal tako, da je sebe in sliko zaklenil v kupe vlaka.
Američani so konec leta 1945 predali sliko avstrijski vladi, saj so domnevali, da jo je družina Czernin prodala prostovoljno, brez Hitlerjeve prisile. Družina Czernin je večkrat poskušala zahtevati restitucijo, vsakič pa je bila zavrnjena, je pa to igralo vlogo pri zagotavljanju uradne potrditve Hitlerjeve smrti leta 1956. Leta 1958 je bila Vermeerjeva Umetnost slikanja končno prestavljena iz začasnega statusa v stalno zbirko Umetnostnozgodovinskega muzeja na Dunaju. Zakon o restituciji iz leta 1998, ki se nanaša na javne ustanove, je okrepil pravni položaj družine, vendar je avstrijska vlada leta 2011 zadevo ponovno zavrnila.